# Przemysł rybny

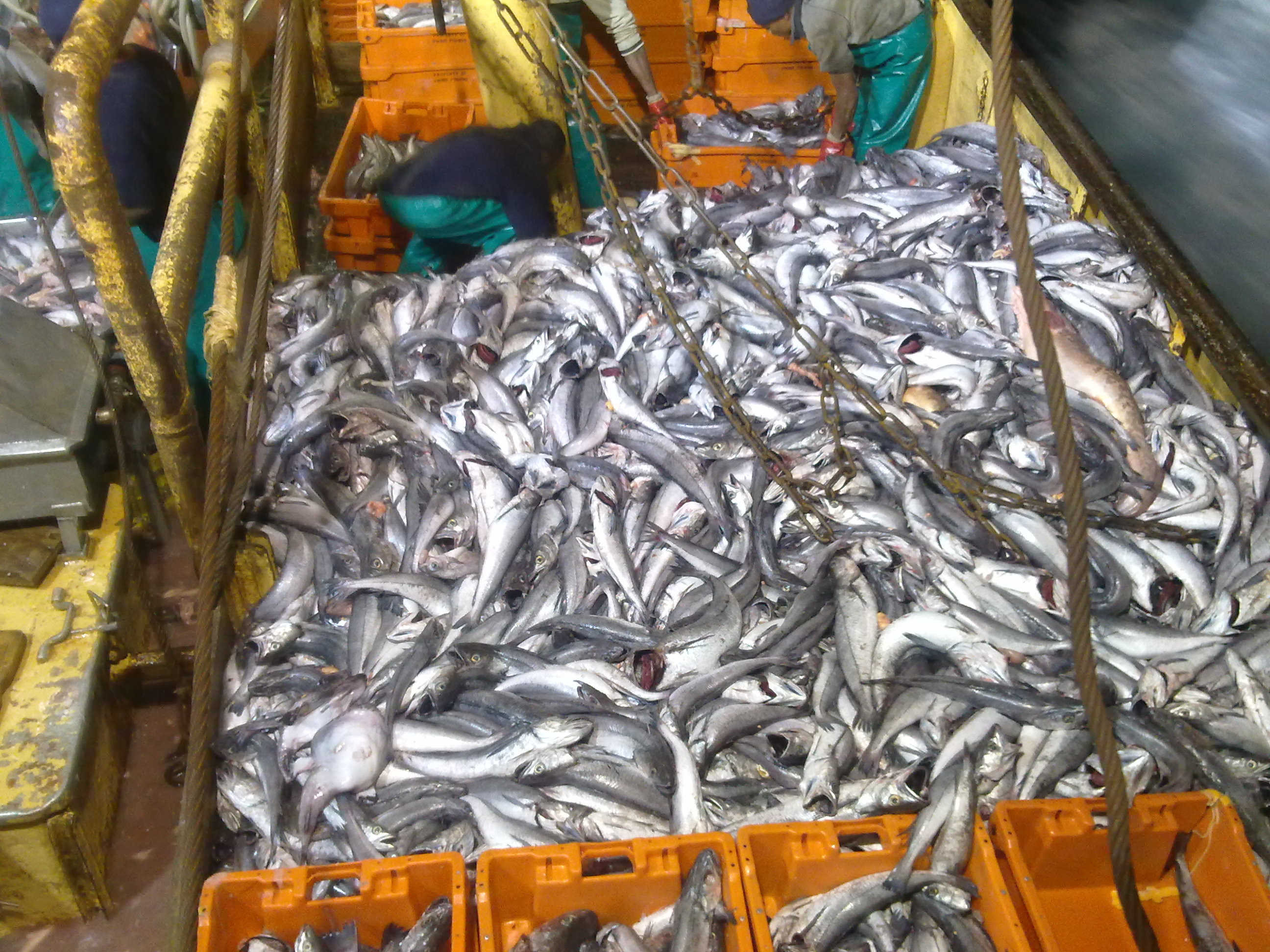
Przemysł rybny

Przemysł rybny – przetwarza produkty połowów morskich i śródlądowych na ryby mrożone, zajmuje się porcjowaniem, filetowaniem, marynowaniem i wędzeniem ryb oraz pakowaniem ich w konserwy.
W Polsce produkcja tego przemysłu w połowie lat dziewięćdziesiątych osiągnęła poziom:
- ryby mrożone – około 70 tys. t
- konserwy rybne – około 24 tys. t
- marynaty rybne – około 32 tys. t.

W Polsce rynek krajowy przejmuje ok. 65-70% wartości sprzedaży tego przemysłu. Przetwórstwo rybne prowadziło w Polsce 100 firm przemysłowych, w tym 49 zatrudniających ponad 50 pracowników. Przemysł ten jest w Polsce całkowicie sprywatyzowany.